# Cadeby (Yorkshire du Sud)
Pour les articles homonymes, voir Cadeby.
Cadeby est un village et une paroisse civile du Yorkshire du Sud, en Angleterre.